# KK Lovćen
El KK Lovćen (Cirílico: КК Ловћен) es un club de baloncesto profesional de la ciudad de Cetiña, que milita en la Erste Liga, la máxima categoría del baloncesto montenegrino y en la Balkan League. Disputa sus partidos en el Sportski centar Lovćen, con capacidad para 1500 espectadores.

## Historia
Se empezó a jugar a baloncesto en Cetiña después de que acabará la Segunda Guerra Mundial. El KK Lovćen fue creado como la sección de baloncesto de la Sociedad Gimnástica de Cetiña. 
En 1947, cerca del antiguo campo de fútbol, en el parque de la ciudad, se construyó la primera cancha de baloncesto. La primera participación de KK Lovćen en una competición fue en el 3.er campeonato de Montenegro, celebrado en junio de 1949 en Cetiña.
Desde 1952, el campeonato de baloncesto de Montenegro se organizó en dos partes: la fase de grupos provincial y la fase final. Durante muchos años, KK Lovćen compitió en la zona centro y en el torneo final para determinar al campeón de Montenegro.

En los años 50 del siglo pasado, se terminó la reconstrucción del edificio Plano Militar, haciéndose un gran gimnasio para baloncesto y balonmano. La liga de baloncesto Montenegrina se creó en el año 1970, y desde entonces KK Lovćen era un participante habitual, siendo uno de los principales equipos. 

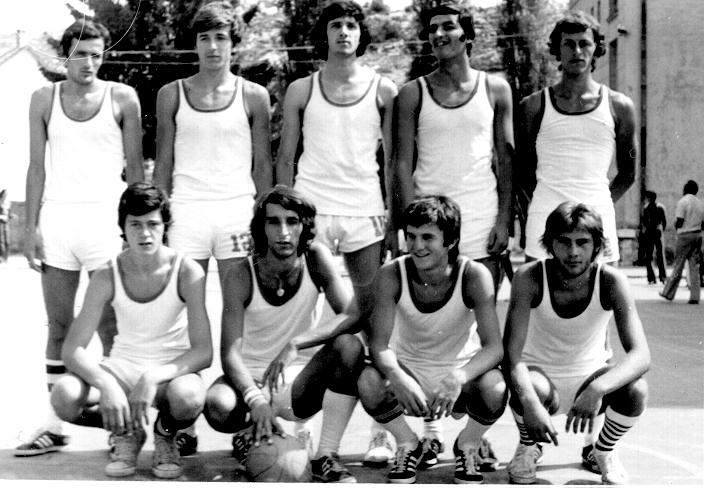
KK Lovcen, temporada 1974-75

Después del terremoto de los años 80, se construyó un nuevo polideportivo, donde se siguen jugando partidos en la actualidad. En 1983, KK Lovćen logró participar en la 2.ª división de Yugoslavia, jugando allí, aunque con algún parón, hasta 1992.

Desde la temporada 1992/93, KK Lovćen jugó en la Liga Yugoslava de Baloncesto, logrando en la segunda mitad de los 90's uno de los mayores éxitos del club. En la temporada 1997/98, llegaron por 2.ª vez en su historia a los cuartos de final de la Liga Yugoslava de Baloncesto, quedando al final en 6.ª posición. 

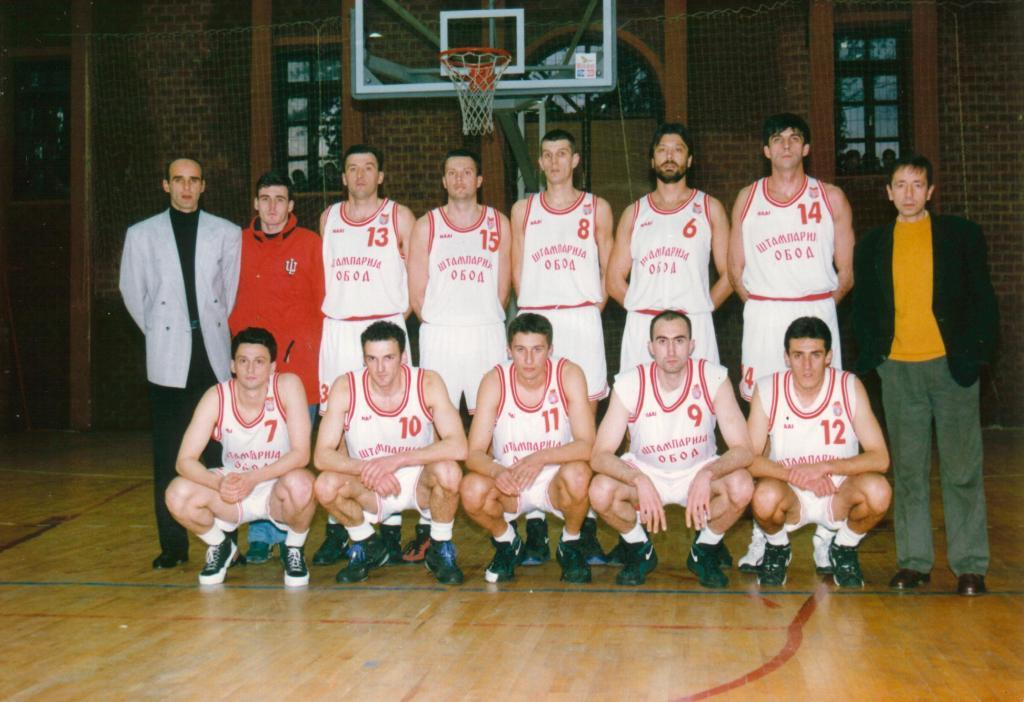
KK Lovcen, temporada 1995-96

Como premio, el club participó en la temporada siguiente en la Copa Korać, donde jugaron contra el Pallacanestro Virtus Roma italiano, el KK Krka Novo Mesto esloveno y el Hapoel Galil Elyon israelí. La mejor posición del club en la Liga Yugoslava de Baloncesto, fue en la temporada 2000/01, cuando quedaron 4.º.
En la temporada 2003-2004, participaron en la Liga Adriática. KK Lovćen fue el subcampeón de la 1.ª liga (temporada 2006-2007) desde la independencia de Montenegro en 2006. Esa misma temporada también fueron subcampeones de copa.

La mejor temporada del club fue la temporada 2009/10, cuando llegaron a la Final-Four de la Balkan League, celebrada en Sofía, Bulgaria. Después de batir al KK Feni Industries macedonio en semifinales, fueron derrotados en la final por los anfitriones del BC Levski Sofia. 

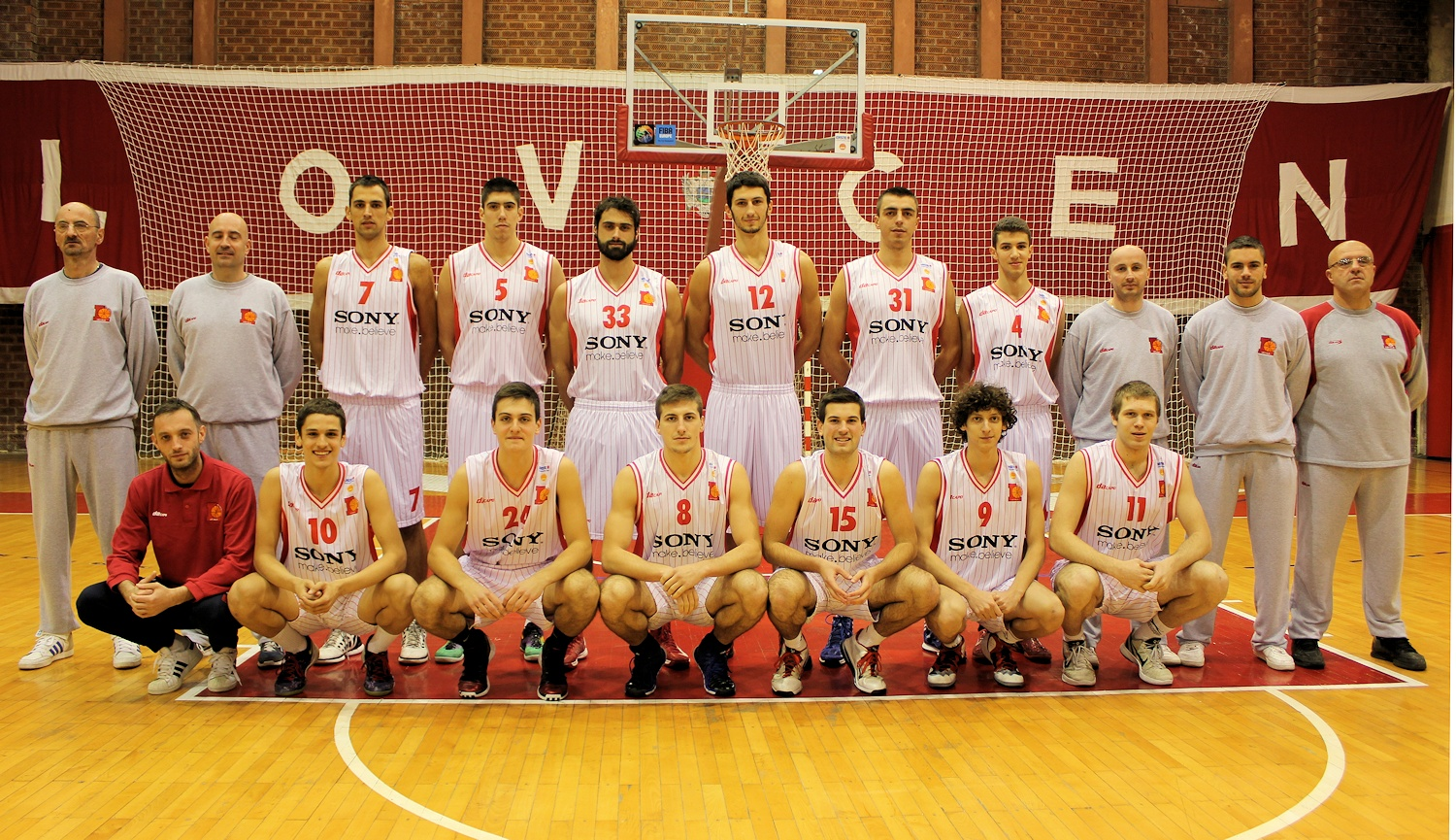
KK Lovćen, temporada 2013/14

## Temporadas
| País                  | Temporada | Puesto | Partidos | Victorias | Derrotas | Postemporada                                                   |
| --------------------- | --------- | ------ | -------- | --------- | -------- | -------------------------------------------------------------- |
| Bandera de Yugoslavia | 1992/93   | 9º     | 36       | 14        | 22       |                                                                |
| Bandera de Yugoslavia | 1993/94   | 10º    | 32       | 14        | 18       |                                                                |
| Bandera de Yugoslavia | 1994/95   | 4º     | 14       | 10        | 4        |                                                                |
| Bandera de Yugoslavia | 1995/96   | 11º    | 36       | 15        | 21       |                                                                |
| Bandera de Yugoslavia | 1996/97   | 8º     | 26       | 12        | 14       | Playoffs QF: Lovćen - Partizan 0:2                             |
| Bandera de Yugoslavia | 1997/98   | 6º     | 26       | 14        | 12       | Playoffs QF: Lovćen - Crvena zvezda 0:2                        |
| Bandera de Yugoslavia | 1998/99   | 9º     | 22       | 9         | 13       |                                                                |
| Bandera de Yugoslavia | 1999/00   | 9º     | 22       | 8         | 14       |                                                                |
| Bandera de Yugoslavia | 2000/01   | 4º     | 22       | 13        | 9        | Playoffs QF: Lovćen - Zdravlje 2:0, SF: Lovćen - Budućnost 0:3 |
| Bandera de Yugoslavia | 2001/02   | 5º     | 22       | 12        | 10       | Playoffs QF: Lovćen - Hemofarm 1:2                             |
| Bandera de Yugoslavia | 2002/03   | 6º     | 22       | 9         | 13       | Playoffs QF: Lovćen - Crvena zvezda 0:2                        |
| Bandera de Yugoslavia | 2003/04   | 8º     | 14       | 0         | 14       |                                                                |
| Bandera de Yugoslavia | 2004/05   | 13º    | 26       | 7         | 19       |                                                                |
| Bandera de Montenegro | 2006/07   | 2º     | 28       | 21        | 7        | Playoffs SF: Lovćen - Ulcinj 2:0, FIN: Lovćen - Budućnost 0:3  |
| Bandera de Montenegro | 2007/08   | 5º     | 28       | 14        | 14       |                                                                |
| Bandera de Montenegro | 2008/09   | 7º     | 28       | 20        | 8        |                                                                |
| Bandera de Montenegro | 2009/10   | 2º     | 28       | 21        | 7        | Playoffs SF: Lovćen - Mornar 2:1, FIN: Lovćen - Budućnost 0:3  |
| Bandera de Montenegro | 2010/11   | 3º     | 28       | 19        | 9        | Playoffs SF: Lovćen - Mornar 0:2                               |
| Bandera de Montenegro | 2011/12   | 4º     | 28       | 16        | 12       | Playoffs SF: Lovćen - Budućnost 0:2                            |
| Bandera de Montenegro | 2012/13   | 6º     | 28       | 13        | 15       |                                                                |
| Bandera de Montenegro | 2013/14   | 5º     | 28       | 18        | 10       |                                                                |
| Bandera de Montenegro | 2014/15   | 9º     | 28       | 14        | 14       |                                                                |
| Bandera de Montenegro | 2015/16   | 8º     | 24       | 12        | 12       | Playoffs QF: Lovćen - Mornar 0:2                               |
|                       |           | TOTAL  | 596      | 303       | 293      | Partidos de Play-offs: 29 5-24                                 |

## KK Lovćen en competiciones europeas
Copa Korać 1998-99
| Fase de grupos | Galil Elyon | KK Lovćen | 97-90 | 84-69 |
| Fase de grupos | Krka        | KK Lovćen | 62-49 | 61-75 |
| Fase de grupos | KK Lovćen   | Aeroporti | 63-71 | 92-67 |

## KK Lovćen en la ABA Liga
KK Lovćen jugó una temporada en la ABA Liga (temporada 2003-2004). Junto con el KK Budućnost Podgorica y el KK Sutjeska, son los únicos equipos de Montenegro en participar en esta competición regional de baloncesto.
| Equipo            | 2003/2004      |
| Banjalučka pivara | 81-91 / 102-97 |
| Budućnost         | 80-77 / 82-73  |
| Cibona            | 76-84 / 104-77 |
| Crvena Zvezda     | 84-88 / 78-57  |
| Geoplin Slovan    | 72-65 / 71-67  |
| Krka              | 56-72 / 101-72 |
| Pivovarna Laško   | 79-83 / 91-62  |
| Reflex            | 71-69 / 105-68 |
| Široki Brijeg     | 89-76 / 90-74  |
| Split CO          | 89-84 / 97-88  |
| Union Olimpija    | 75-94 / 80-78  |
| Zadar             | 82-97 / 97-83  |
| Zagreb            | 97-93 / 98-83  |
| Posición          | 14.º           |
| Resultado         | (5-21)         |

## KK Lovćen en la Balkan League
| Equipo              | 2009/2010        | 2015/2016             |
| Bashkimi            | No participó     | 66-75 / 95-61         |
| Beroe               | No participó     | 69-88                 |
| Euroins Cherno More | 90-77 / 77-71    | No participó          |
| Feni Industries     | 81-74            | No participó          |
| Levski Sofia        | 65-77            | 68-61 / 99-72 / 91-77 |
| Metalac Valjevo     | 64-54 / 63-82    | No participó          |
| Mornar              | 84-76 / 77-80    |                       |
| Peja                | No participó     | 65-82 / 78-61         |
| Rabotnički          | 104-50 / 102-108 | No participó          |
| Rilski Sportist     | 80-83 / 74-69    | No participó          |
| Teodo Tivat         | No participó     | 55-78 / 81-63         |
| Posición            | 2.º              | 9.º                   |
| Resultado           | (8-4)            | (1-9)                 |

## Palmarés
- Campeón de la Prva B

2006
- Subcampeón de la Erste Liga

2007, 2010
- Subcampeón de la Copa de baloncesto de Montenegro

2007, 2011
- Subcampeón de la Balkan League

2010

## Jugadores destacados
| - Armin Bilić - Dragan Radović - Nebojša Bogavac - Ranko Čarapić - Vladimir Dragičević - Bojan Dubljević - Savo Đikanović - Goran Jeretin - Petar Jovanović - Damjan Kandic - Ivan Koljević - Veselin Krivokapić - Igor Lutersek - Goran Martinic - Stefan Milickovic - Aleksandar Milovic - Danilo Nikolić | - Đuro Ostojić - Nikola Pavlicevic - Slobodan Pejovic - Bojan Pelkić - Aleksa Popović - Petar Popović (baloncestista nacido en 1996) - Dejan Radonjić - Milos Savovic - Marko Sekulic - Ranko Stevović - Mašan Vrbica - Nikola Vučurović - Slobodan Agoč - Marko Cirovic - Aleksandar Ivanović - Aleksandar Jevdic - Sreten Knežević | - Vladimir Masulovic - Dragan Nikolić - Ivo Perović - Ratko Petrić - Boris Raicevic - Mikaile Tmušić - Veljko Tomović - Vladan Vukosavljević - Ljeko Nicaj - Nenad Mijatović - Nikola Vukadinović - Ivan Ivanovič - Stefan Ljubenkovic - Slobodan Tošić - Srdjan Damjanovic |

## Patrocinadores
- Patrocinador Oficial – Regal Impex GH
- Patrocinador de la Camiseta – Interproduct
- Patrocinador y Fabricante de la Ropa Deportiva – daCapo
- Radio – Radio Cetinje